# Górki (Zbydniów)
Górki – część wsi Zbydniów w Polsce położona w województwie małopolskim, w powiecie bocheńskim, w gminie Łapanów.
W latach 1975–1998 Górki  należały administracyjnie do województwa tarnowskiego.